# Dariusz Górniak
Dariusz Górniak (ur. 1982) – polski skoczek do wody, Mistrz Europy juniorów w skokach do wody z trampoliny 3m z 1998 roku.
W swojej karierze był również dwukrotnym wicemistrzem Europy juniorów z roku 1997, kiedy to wywalczył 2 srebrne medale w konkursach skoków z wieży 7,5 m oraz trampoliny 3m. Przez całą karierę reprezentował klub Stal Rzeszów.